# Lion-Klasse (1752)
Die Lion-Klasse war eine Klasse von zwei 64-Kanonen-Linienschiffen der französischen Marine, die von Pierre-Blaise Coulomb entworfen wurde und von 1751 bis 1782 in Dienst stand.

## Einheiten
| Name | Bauwerft          | Bestellung      | Kiellegung    | Stapellauf        | Indienststellung | Verbleib |
| ---- | ----------------- | --------------- | ------------- | ----------------- | ---------------- | --- |
| Lion | Arsenal de Toulon | 26. Januar 1749 | Juli 1749     | 22. Mai 1751      | 1752             | Ab Dezember 1782 Hulk und August 1785 verkauft                                                                                                   |
| Sage | Arsenal de Toulon | 26. Januar 1749 | Dezember 1749 | 29. Dezember 1751 | 1752             | 1760/61 an einen Freibeuter abgegeben, anschließend geplante Renovierung abgebrochen im August 1767 in Brest aufgelegt und im Folgejahr verkauft |

## Technische Beschreibung
Die Klasse war als Batterieschiff mit zwei durchgehenden Geschützdecks konzipiert und hatte eine Länge von 48,73 Metern (Geschützdeck) bzw. 43,53 Metern (Kiel), eine Breite von 13,16 Metern und einen Tiefgang von 6,98 Metern bei einer Verdrängung von 1100/2084 Tonnen. Sie waren Rahsegler mit drei Masten (Fockmast, Großmast und Kreuzmast). Der Rumpf schloss im Heckbereich mit einem Heckspiegel, in den Galerien integriert waren, die in die seitlich angebrachten Seitengalerien mündeten.
Die Besatzung hatte im Frieden eine Stärke von 492 Mann und im Kriegsfall auf 572 Mann (9 bzw. 12 Offiziere und 480 bzw. 560 Unteroffiziere bzw. Mannschaften). Die Bewaffnung der Klasse bestand aus 64 Kanonen.
|        | Unteres Batteriedeck | Oberes Batteriedeck | Backdeck      | Achterdeck    | Kanonen (Geschossgewicht) |
| ------ | -------------------- | ------------------- | ------------- | ------------- | ------------------------- |
| Design | 26 × 24-Pfünder      | 28 × 12-Pfünder     | 4 × 6-Pfünder | 6 × 6-Pfünder | 64 Kanonen (249,65 kg)    |

## Bemerkungen
1. ↑  Bei dieser Klassifizierung wurde diejenige nach Rif Winfield herangezogen, nach der zur Lion-Klasse die Schiffe Lion und Sage gehören. Nach anderen Quellen hingegen werden des Weiteren die Fantasque und Altier der Fantasque-Klasse der Klasse zugeschlagen. Diese basieren auf dem Entwurf der Lion-Klasse und stellen eine verlängerte Version von ihr da.